# Deportivo Recoleta
Club Deportivo Recoleta jest paragwajskim klubem piłkarskim z siedzibą w mieście Asunción w dzielnicy Recoleta.

## Osiągnięcia
- Mistrz drugiej ligi paragwajskiej (Segunda división paraguaya): 2001
- Mistrz trzeciej ligi paragwajskiej (Primera de Ascenso): 1971

## Historia
Klub założono 12 lutego 1931 roku. W roku 2002 oddano do użytku stadion klubu Roque F. Batelhana, mający pojemność 6000 widzów. W tym samym roku klub zadebiutował w pierwszej lidze (Primera división paraguaya), jednak debiut był nieudany i klub Recoleta spadł do drugiej ligi. Jak dotąd był to jedyny występ na najwyższym szczeblu. Obecnie, w roku 2010, klub gra w czwartej lidze (Segunda de Ascenso).